# بنزیل برمید
بنزیل برمید (به انگلیسی: Benzyl bromide) با فرمول شیمیایی C۷H۷Br یک ترکیب شیمیایی با شناسه پاب‌کم ۷۴۹۸ است. که جرم مولی آن ۱۷۱٫۰۴ g/mol می‌باشد. 